# 丹波重雅
丹波 重雅（たんば の しげまさ、天慶9年（946年） - 寛弘8年4月12日（1011年5月17日））は平安時代中期の官人、医者。官位は従四位上・典薬頭。『医心方』撰者・丹波康頼の子。

## 経歴
長徳4年（998年）8月27日、従五位上権医博士から医博士清原為時・針博士菅原典雅を超越して典薬頭を兼ねる。『権記』は重雅が「当時の名医」であり、「一両人を越えるのは亦、例なり」と理由を述べている。この典薬頭任官は丹波氏で初めてのことであり、以後丹波氏は和気氏とともに典薬頭を独占することとなる。
寛弘元年（1004年）5月15日、藤原道長の舌下の腫物について「重舌」と診断した。2年（1005年）6月3日、藤原実資に道長の病状を説明している。7年（1010年）9月2日、藤原行成の痢病を灸治した。8年（1011年）4月12日、卒去。享年66歳または76歳。
大江匡房は重雅を一条朝の「天下の一物」の一人に挙げている。

## 逸話
『元亨釈書』「勧修」には、藤原道長の閉門謝客中に瓜が献上された際、その場にいた安倍晴明、勧修、重雅が協力して、瓜の中に蛇を見出すという話がある。

## 官歴
- 不明：従五位上権医博士[2]
- 長徳4年（998年）8月27日：兼典薬頭[1]
- 長保元年（999年）5月11日：兼式部輔代[10]
- 寛弘8年（1011年）4月12日：卒去[7]

『続群書類従』巻184・丹波氏系図には侍従、丹波権守、権針博士、典薬頭、左近医師、正五位下、穀倉院別当、主税頭、大舎人頭、兵庫頭、掃守頭、従四位上とある。

## 系譜
- 父：丹波康頼
- 子：丹波忠明（990-?）
- 愛人：豊前[12]

## 登場作品
- 楠木誠一郎『お局さまは名探偵！』（タイムスリップ探偵団）、2003年、講談社青い鳥文庫